# Irricana
Irricana es un pueblo canadiense situado en la provincia de Alberta.

## Superficie
Irricana tiene una superficie de 3,23 km².

## Demografía
En 2021, tenía 1179 habitantes, una densidad poblacional de 364,6 hab./km², y 483 viviendas.